# Förpost
Förposter kallas den del av en truppstyrka, som utsätts att vaka över den övriga truppens säkerhet, då denna under pågående krigsrörelse vilar.
Förposterna syftar till att skaffa underrättelser om fienden, att hindra fienden iaktta egna trupper och att uppehålla en anfallande fiende, tills de vilande trupperna hinner göra sig i ordning att uppta strid. Infanteriet ingår till största antalet i förposterna, som dock alltid måste förses med något kavalleri och stundom även med artilleri och ingenjörtrupper. Till förposter nyttjas så liten styrka som möjligt. Av en marscherande större truppavdelning utsätts i varje huvudriktning en förpost under befäl av en förpostchef, vanligen bataljonschefen eller motsvarande. I en ställning eller vid en till strid utvecklad truppavdelning kan varje större truppdel i främsta linjen utsätta förpost framför sig. Befinner sig kavalleri framför fronten, sköter detta sin egen bevakning, vilken även kommer de bakomvarande huvudkrafterna till godo. Av förposterna befinner sig närmast fienden en linje av fältvakter och posteringar med sina poster och patruller, vilka bildar den yttersta bevakningslinjen. Bakom denna kommer vanligen såsom understöd huvuddelen av de kompanier, som framskjutit fältvakterna och vilka vid behov understödjer dem eller upptar dem; dessa kompanier, eller skvadroner vid kavalleribevakning, kallas förpostkompanier, förpostskvadroner. Bakom dessa kommer förposternas huvudstyrka, vilken utgör ett stöd för det hela och vars uppställning väljs så, att förpostkompanierna lätt kan understödjas, att en god försvarsställning kan intas, och att de förnämsta vägar, som leder från fienden, avstängs. Under mindre viktiga förhållanden, såsom då fienden är långt avlägsen, kan anordningarna göras mindre fullständiga; i närmaste närhet av en stridsberedd fiende och i fästningskriget måste de göras mycket fullständiga. Under alla förhållanden är dock förposttjänstens riktiga bestridande av synnerligt inflytande på arméns användbarhet.